# Moussa Marega
Moussa Marega (* 14. dubna 1991 Les Ulis) je malijský fotbalový útočník, který hraje od roku 2016 za portugalský klub FC Porto.
Narodil se na pařížském předměstí rodičům pocházející z Mali. Začínal ve francouzských nižších soutěžích, v roce 2014 získal angažmá v Espérance Sportive de Tunis, kde však kvůli formalitám nenastoupil. Od roku 2015 působil v Portugalsku v klubu Marítimo Funchal, v roce 2016 přestoupil za 3 800 000 eur do FC Porto. První sezónu strávil na hostování v klubu Vitória Guimarães. V letech 2018 a 2020 se stal mistrem Portugalska, v roce 2020 vyhrál také Taça de Portugal a superpohár. Získal cenu Dragão de Ouro pro nejlepšího hráče FC Porto v roce 2018.
V národním týmu Mali debutoval v roce 2015, zúčastnil se Afrického poháru národů 2017 a Afrického poháru národů 2019, kde skóroval v utkání proti Mauritánii.
Při ligovém utkání Porta v Guimarãesi 16. února 2020 zahrnuli Maregu fanoušci soupeře rasistickými urážkami. Hráč reagoval vztyčením prostředníčků a hrozil odchodem ze hřiště, trenér Sérgio Conceição jej pak vystřídal. Domácí klub byl potrestán pokutou a uzavřením hřiště na tři zápasy.